# Sonnet 15
When I consider every thing that grows

Holds in perfection but a little moment,

That this huge stage presenteth nought but shows

Whereon the stars in secret influence comment;

When I perceive that men as plants increase,

Cheered and checked even by the self-same sky,

Vaunt in their youthful sap, at height decrease,

And wear their brave state out of memory;

Then the conceit of this inconstant stay

Sets you most rich in youth before my sight,

Where wasteful Time debateth with decay

To change your day of youth to sullied night,

    And all in war with Time for love of you,

    As he takes from you, I engraft you new.

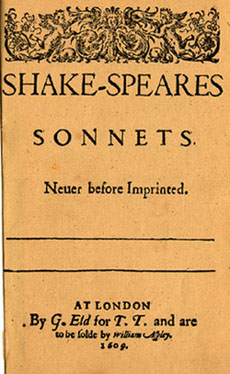
Sonetti

Sonnet 15 o When I consider every thing that grows è il quindicesimo dei Sonnets di William Shakespeare.

## Analisi del testo
Il Sonnet 15 è il primo ad affrontare il tema della poesia come strumento per eternare la bellezza, avente il suo apice nel Sonnet 18.
La sua struttura argomentativa può dividersi in due parti: i primi otto versi e la terza quartina più il distico conclusivo.

### Versi 1-8
Nel distico iniziale  viene subito messa in evidenza l'azione del Tempo: "Quando considero che ogni cosa che cresce si mantiene perfetta solo per un attimo". Nei versi che seguono, secondo un gioco di sguardi e immagini di cui è esemplare il Sonnet 12, vengono intrecciate ed eguagliate la mortalità dei vegetali e quella degli esseri umani.
Interessante il motivo della finzione teatrale ai vv. 3-4, dove Shakespeare mostra la vita come un palcoscenico dove l'uomo recita sotto gli influssi (influence) delle stelle (stars), interpretabili sia come il reale ciclo degli astri, sia come parte della finzione teatrale (il soffitto del palco del Globe era costellato di stelle).

### Versi 9-14
La terza quartina, introdotta dal then (dunque), mostra un passaggio dal discorso generale su natura e umanità a un discorso diretto al "tu" (you, ossia il fair youth), trasferendo la caducità a una situazione particolare. E sul motivo della brevità della giovinezza e, dunque, della bellezza del "tu", il poeta arriva alla soluzione del distico finale, proprio nelle ultime sillabe in chiusura: rigenerare la giovinezza fuggente attraverso il suo versificare (I engraft you new). In questo modo il poeta si mostra come oppositore del Tempo, attraverso la creazione letteraria, unica forza eternizzante da contrapporre alla natura peritura delle cose.